# Stabat mater, op. 58

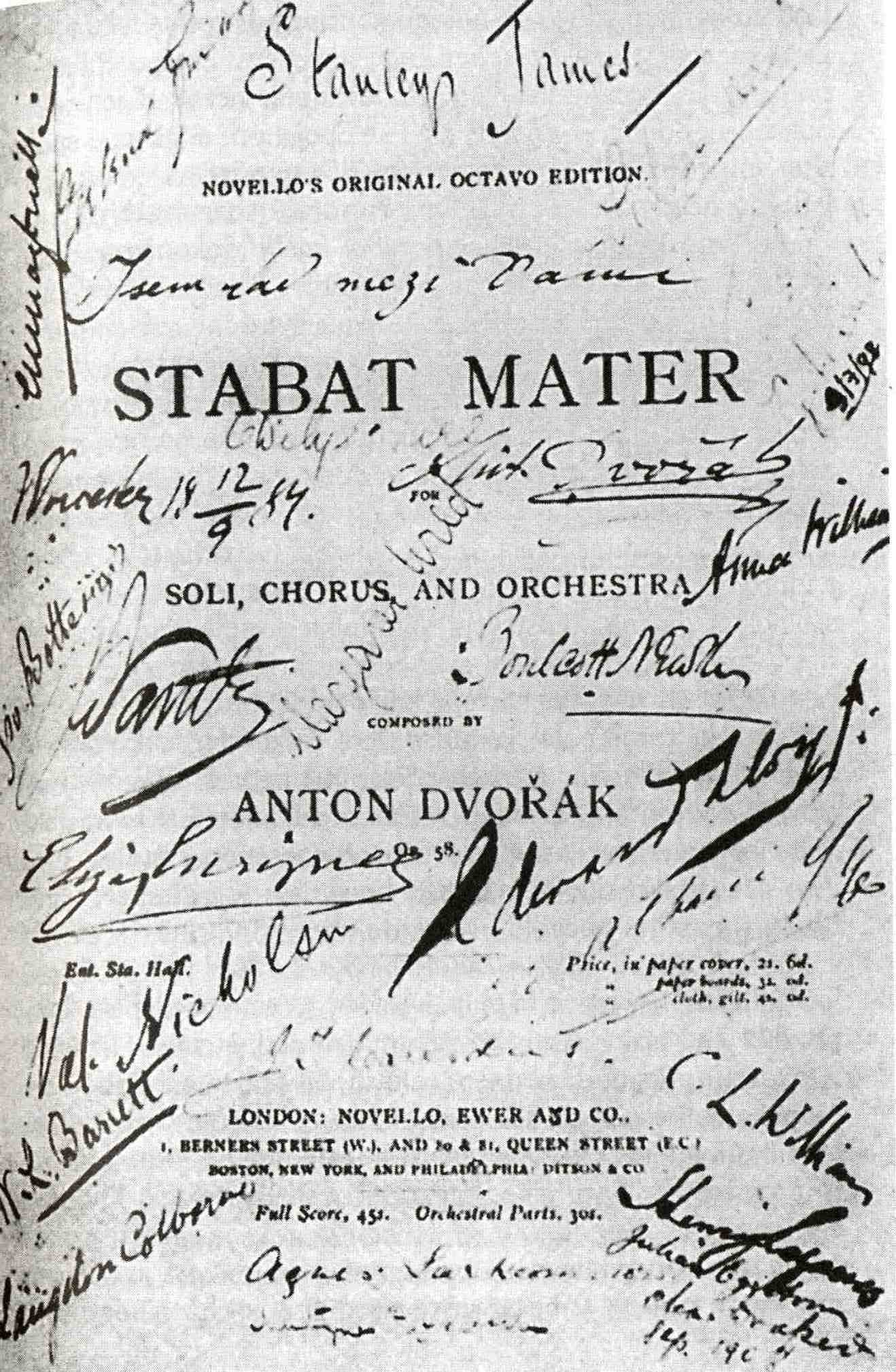
Bản thảo của bản đại hợp xướng Stabat Mater của Dvořák

Stabat mater, op. 58 là bản đại hợp xướng của nhà soạn nhạc người Séc Antonín Dvořák. Tác phẩm này được ông sáng tác trong 2 năm 1876 và 1877. Bản hợp xướng được Dvořák trình diễn trong vai trò nhạc trưởng trong lần đầu tiên đến thăm nước Anh vào năm 1884 (sau này ông còn đến thăm nơi đó nhiều lần nữa). Bản đại hợp xướng được trình diễn thành công đã mang lại cho tác giả của nó danh tiếng trên xứ sở sương mù. Nhờ có danh tiếng đó, ông đã thu được một khoản tiền lớn từ sáng tác và chỉ huy dàn nhạc giao hưởng?.